# Nymphalis xanthochloros
Nymphalis xanthochloros är en fjärilsart som beskrevs av Adrien Prudent de Villiers och Achille Guenée 1835. Nymphalis xanthochloros ingår i släktet Nymphalis och familjen praktfjärilar. Inga underarter finns listade i Catalogue of Life.